# Nölöskär, Österskär och Ängeskär
Nölöskär, Österskär och Ängeskär är en ö i Finland. Den ligger i Skärgårdshavet och i kommunen Pargas i den ekonomiska regionen  Åboland i landskapet Egentliga Finland, i den sydvästra delen av landet. Ön ligger omkring 48 kilometer väster om Åbo och omkring 190 kilometer väster om Helsingfors.
Öns area är 38,4 hektar och dess största längd är 1,4 kilometer i nord-sydlig riktning. I omgivningarna runt Nölöskär växer i huvudsak barrskog.

## Klimat
Inlandsklimat råder i trakten. Årsmedeltemperaturen i trakten är 5 °C. Den varmaste månaden är augusti, då medeltemperaturen är 16 °C, och den kallaste är januari, med −4 °C.